# Visspaanstraat

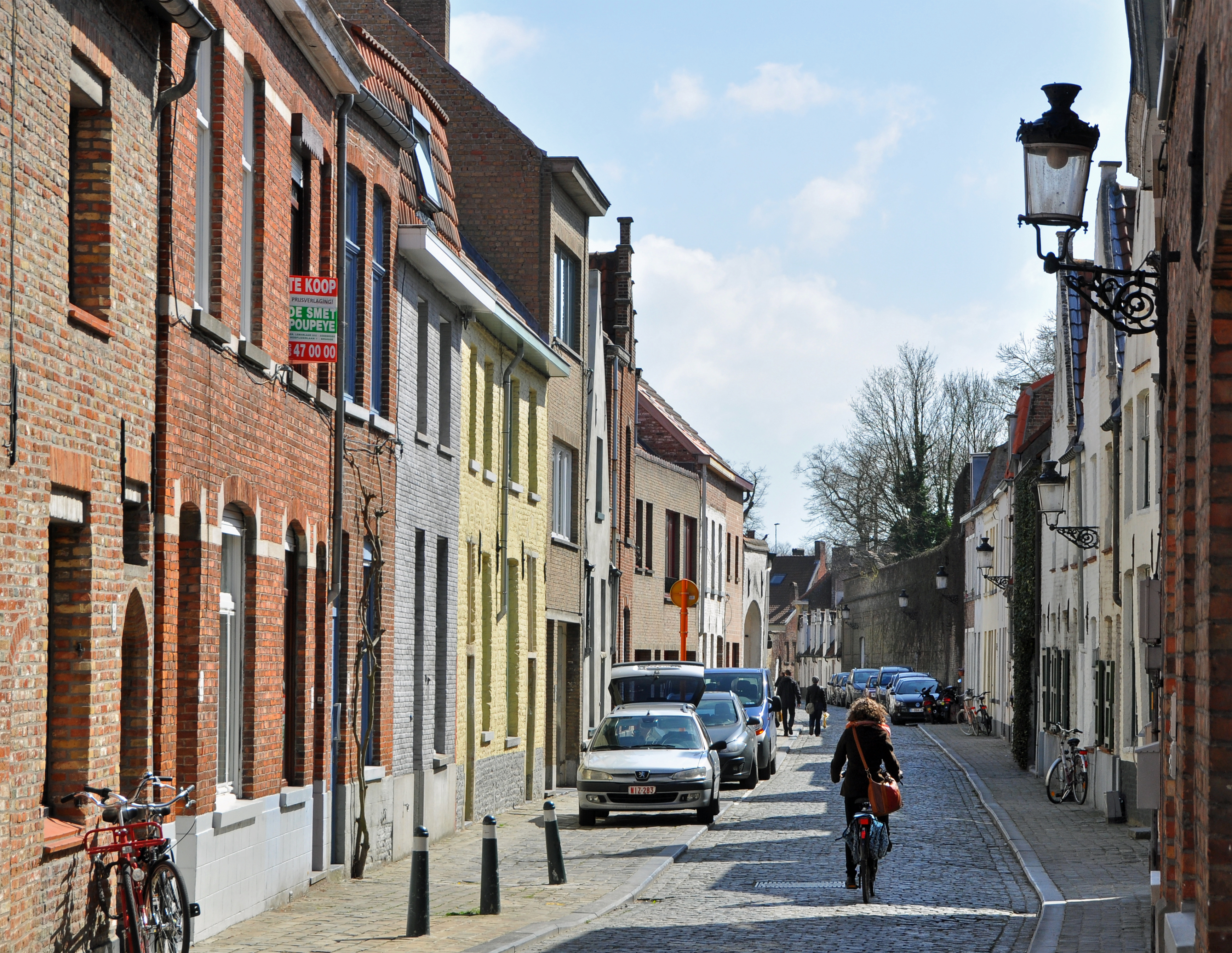
De Visspaanstraat nabij de Oude Gentweg

De Visspaanstraat is een straat in Brugge.

## Beschrijving
De oudste documenten die de straat vermelden, zijn:
- 1302: apud Mandekin - Ten Mandekine - Bachten Mandekine.

Later komt er bijvoeglijk Vispaen bij de naam:
- 1520: 't Mandekin Vispaen;
- 1527: in 't straetkin Bachten 't Mandekin in 't Vispaen;
- 1531: Bachten 't Mandeken Vispaen;
- 1540: bleeckerie staende in 't Mandeken Vischpaen;
- 1549: in 't Mande Vispaenstraetkin;
- 1567: huis 't Vispaen in 't Mandeken, staende in 't Mandeken Vischpaenstrate.

De uitleg die hieraan wordt gegeven is dat er in de straat een huis lag dat 'het Mandeke' heette. Ernaast werd een huis gebouwd dat de naam  't Vispaan kreeg. De twee huizen werden weldra in één adem genoemd als  't Mandeken Vispaen.
In het begin van de 19de eeuw, bij de vaststelling van de straatnamen, wist het stadsbestuur geen raad met de naam. Wat men er meende in te ontdekken was een 'vispaander', een mand om vis in te vervoeren. Men nam dan ook die naam aan en vertaalde hem als 'Rue du Panier'. In 1936 werd de naam vereenvoudigd tot 'Vischpaanstraat.
De correcte spelling die er nadien is aan gegeven, luidt 'Visspaanstraat' en verwijst naar een visspaan of schuimspaan. 'Spaan' heeft etymologisch dezelfde oorsprong als het Engelse 'spoon' (lepel).
De Visspaanstraat loopt van de Oude Gentweg naar de Katelijnestraat.